# Stenus pinniger
Stenus (Hypostenus) pinniger – gatunek chrząszcza z rodziny kusakowatych i podrodziny myśliczków (Steninae).
Gatunek ten został opisany w 1939 roku przez L. Benicka na podstawie okazu odłowionego na piaszczystym brzegu Rio Reventazón w 1934 roku.
Ciało długości 3,4 mm, czarne, błyszczące, raczej grubo punktowane. Odnóża żółte z wierzchołkami członów stóp i goleni przybrązowionymi. Głaszczki maczugowato wydłużone, żółte. Czułki ciemne, z wyjątkiem żółtej nasady. Głowa szerokości pokryw. Przedplecze nieco dłuższe niż szersze, najszersze pośrodku, po bokach silnie zaokrąglone. Pokrywy tylko trochę dłuższe od przedplecza. Odwłok z przodu głęboko przewężony. Samiec ma szósty sternit przed trójkątnym, głębokim wcięciem spłaszczony. Piąty sternit jest spłaszczony i niezaokrąglony.
Chrząszcz neotropikalny, znany wyłącznie z Kostaryki.